# Baliochila hildegarda
Baliochila hildegarda är en fjärilsart som beskrevs av Kirby 1887. Baliochila hildegarda ingår i släktet Baliochila och familjen juvelvingar. IUCN kategoriserar arten globalt som livskraftig. Inga underarter finns listade i Catalogue of Life.